# 平山区
平山区是中国辽宁省本溪市所辖的一个市辖区。區人民政府駐北地街道。

## 历史
1941年，日本控制下的满洲国政权正式设立本溪湖市宫原区，以纪念日俄战争期间闲院宫载仁亲王曾在本溪率军与俄军激战。日本投降后，宫原区继续保留。1948年11月，解放军收复本溪后，仍设本溪市宫原区，1953年更名为读音相同的“工源区”。1955年，工源、彩屯两区合并，建立平山区，因其境内的平顶山而得名。其后区划几经变更，形成现在的规模。

## 人口
根據第七次人口普查數據，截至2020年11月1日零時，平山區常住人口為226059人。

## 行政区划
平山区下辖7个街道办事处：
南地街道、平山街道、东明街道、崔东街道、站前街道、千金街道和桥北街道。